# Anzani
Anzani is een Italiaans luchtvaart-, automobiel- en motorfietspionier. Het bedrijf met vestigingen in Frankrijk, Italië en het Verenigd Koninkrijk produceerde vliegtuigmotoren, inbouwmotoren voor auto's en motorfietsen en uiteindelijk ook buitenboordmotoren en grasmaaiers.
Onder de merknaam Anzani werkten verschillende zusterbedrijven:
- Frankrijk:

Anzani Moteurs d'Aviation, Boulevard de Courbevoie, Courbevoie, Paris
- Italië:

Alessandro Anzani & Co., Novara
Fabbrica Motori Anzani, Monza
- Verenigd Koninkrijk:

British Anzani Motor Company, Scrubbs Lane, Willesden, London NW10
British Vulpine Engine Company, Scrubbs Lane, Willesden, London NW10
British Anzani Engineering Company, Kingston upon Thames, later Isleworth in Middlesex en Aylesford (Kent)
British Anzani Group

## Alessandro Anzani
Alessandro Ambrogio Anzani (Milaan 5 december 1877 - Merville-Franceville 24 juli 1956) was een constructeur en motorcoureur uit Milaan. Hij was een pionier zowel op het gebied van automobielen, motorfietsen als vliegtuigen. Anzani verhuisde in 1900 op 23-jarige leeftijd naar Frankrijk, waar hij een zeer kortstondige carrière als wielrenner had. Daarna ontmoette hij Cornet, een constructeur uit Marseille, die in een kleine werkplaats motorfietsen bouwde. Cornet gaf Anzani een eigen werkplaatsje en de opdracht om in zijn vrije tijd een tweecilindermotor te construeren die lichter en sterker was dan elke andere motor van die tijd. Toen de motor klaar was monteerde Anzani hem in een frame en ging met onmiddellijk succes deelnemen aan wedstrijden. Al in 1905 zette hij een wereldsnelheidsrecord van 100 km/h en hij won een wereldtitel in Oostende. In de hele motorwereld, inclusief de sportpers, begonnen de prestaties van Anzani opgemerkt te worden. Een groep Vlaamse sportjournalisten, in gezelschap van de toen al beroemde Belgische coureur Jan Olieslagers, daagde hem uit tot een duel dat in Antwerpen moest plaatsvinden. Daar haalde Anzani met zijn machine zelfs 110 km/h. Rond die tijd werkte Anzani als fabriekscoureur bij Buchet in Parijs, maar ook in de werkplaats. In 1906 verliet hij Buchet en begon zijn eigen motorfietsen te produceren. Anzani zag al snel in dat zijn motoren ook in de juist opkomende luchtvaart toegepast konden worden, en zijn bedrijf heette dan ook " Anzani Moteurs d' Aviation".
Anzani zélf, maar ook zijn min of meer zelfstandige bedrijven in Italië en het Verenigd Koninkrijk werkten veel en vaak samen met hun klanten. In de beginperiode van de luchtvaart was dat noodzakelijk, omdat de Anzani-motoren exact aan de eisen voor gewicht en vermogen moesten voldoen, die klanten als Louis Blériot, de Gebroeders Caudron en Gabriel Voisin vroegen. Maar ook toen er al min of meer standaard inbouwmotoren geleverd werden, zowel voor vliegtuigen als motorfietsen, ontstond er samenwerking, bijvoorbeeld met de vliegtuigbouwer Curtiss (waarvoor Anzani reservedelen produceerde) en motorfietsproducent Montgomery.

## Anzani Moteurs d'Aviation, Courbevoie
Met de opbrengst van zijn werk als motorcoureur en het prijzengeld begon Anzani een kleine eigen werkplaats in Asnières bij Parijs. Hij had drie personeelsleden. De eerste daar geproduceerde motorfietsen hadden luchtgekoelde V-twin motoren. Terwijl de productie van motorblokken doorging ontwikkelde Anzani in het geheim een draagvleugelboot die door een van zijn motoren werd aangedreven. Uiteraard waren de afnemers van zijn vliegtuigmotoren indertijd pioniers, zoals Blériot en Enrico Forlanini. De draagvleugelboot werd op 18 augustus 1907 in Monaco gepresenteerd en heette, als eerbetoon aan Jules Verne, de Anzani-Nautilus. Inmiddels had Anzani in 1907 zijn bedrijf Anzani Moteurs d'Aviation aan de Boulevard de Courbevoie, Courbevoie, Parijs geopend, nadat de werkplaats in Asnières te klein was geworden. Ook in dit nieuwe, veel grotere bedrijf zonderde Alessandro Anzani zich vaak af, om in het geheim aan een vliegtuigmotor te werken. De luchtvaart stond nog in de kinderschoenen, maar de eerste pogingen van de Gebroeders Wright en Alberto Santos-Dumont inspireerden veel technici, waaronder Anzani. Er werden inmiddels ook prijzen uitgeloofd voor allerlei prestaties op aviatisch gebied. Anzani voegde een derde cilinder aan zijn V-twin toe, waardoor de beroemde Anzani W-3 motor ontstond. Daarmee had hij een sterke motor ontwikkeld, die door het ontbreken van waterkoeling ook nog veel lichter was dan de automotoren die in de meeste vliegtuigen werden toegepast. Alle Anzani vliegtuigmotoren zouden luchtgekoeld worden, wat geen probleem was omdat ze allemaal een W-3, radiale- of steropstelling hadden. De nieuwe W-3 motor werd eerst in een snelle motorfiets gebouwd.

### Blériot
Toen Anzani hoorde van het voornemen van Louis Blériot om het Kanaal over te vliegen, bood hij hem zijn W-3 motor aan. Blériot was bezig zijn eigen motor te ontwikkelen, maar het geleverde vermogen van die motor was, zeker in relatie tot het gewicht, onvoldoende. Bovendien was haast geboden, omdat er een prijzengeld van 25.000 Franse francs was uitgeloofd voor degene die deze overtocht als eerste volbracht. Bij dergelijke wedstrijden werd de motorfabrikant als belangrijke component van de prestatie gezien; Blériot won met zijn Blériot XI vliegtuig de Prix de Voyage Cup in Orléans. Het prijzengeld van 4.500 francs werd als volgt verdeeld: 
- 2.000 francs voor Blériot als bouwer van het vliegtuig
- 1.500 francs voor Anzani als bouwer van de motor
- 1.000 francs voor Chaviere, de constructeur van de propeller.

Op 25 juli 1909 was het weer goed genoeg voor een oversteek naar Dover, maar zowel Blériot als diens vrouw voelden er niet veel voor, omdat Blériot zich niet goed voelde na een slechte, pijnvolle nacht door een nog herstellende beenbreuk. Anzani dwong hem echter te gaan: “Als Blériot niet gaat, doe ik het!” (gevolgd door een aantal vloeken in het Italiaans). Anzani eiste onmiddellijke betaling voor zijn motor, wetende dat Blériot geen geld had. Daarop besloot Blériot die dag de oversteek te maken. Na de landing en de daarop volgende feestelijkheden in Engeland werd Blériot als een held binnengehaald in Frankrijk. Maar hij maakte zijn rijtoer samen met zijn vrouw, zijn assistent Leblanc en Alessandro Anzani. Vanzelfsprekend ging een groot deel van de eer naar diens motor, zijn naam als topconstructeur was gevestigd, orders stroomden binnen en binnen korte tijd was hij een bemiddeld man.
Anzani ging op grote schaal motoren voor vliegtuigen en motorfietsen produceren, maar ook buitenboordmotoren. In dezelfde periode bouwde Anzani een eigen vliegtuig, een hoogdekker met een vleugelwijdte van 8 meter en uiteraard de W-3 motor. Het was geen groot succes en Anzani besloot zich te concentreren op het ontwikkelen en produceren van motoren. Op dat gebied had hij een dermate grote naam opgebouwd, dat hij geen serieuze concurrentie had. Zijn liefde voor de luchtvaart was nog niet over: hij werd een steeds betere piloot en demonstreerde soms ook de vliegtuigen van zijn klanten. Nadat hij de productiecapaciteit van zijn bedrijf had uitgebreid met twee fabrieken in Italië, werden zijn motoren daar zo populair dat er desondanks in Frankrijk nog voor de Italiaanse luchtvaartindustrie geproduceerd moest worden.

## Alessandro Anzani & Co., Novara
In 1911 breidde Anzani zijn productiecapaciteit uit door in Courbevoie een nieuwe, grotere fabriek te bouwen, maar ook opende hij een dependance in het Italiaanse Novara. Hier werden met name 50- tot 60 pk zescilinder stermotoren geproduceerd, en zelfs een 200 pk twintigcilinder. Uiteindelijk leverde Anzani vliegtuigmotoren in een schier oneindig scala van formaten en vermogens. Hij leverde ze voor 100 francs per pk, van 15 tot 1250 pk.

## Fabbrica Motori Anzani, Monza
Aan het begin van de Eerste Wereldoorlog opende Anzani een tweede Italiaanse fabriek in Monza. Hier werden tiencilinder stermotoren (dubbele vijfcilinders) van 100- tot 1250 pk geproduceerd. De eerste exemplaren rolden in 1916 van de band en werden in de Farman MF 1914 dubbeldekker lesvliegtuigen en de Caudron G3 verkenningsvliegtuigen gebouwd.

## British Anzani Motor Company, Londen
Deze vestiging in Scrubbs Lane, Willesden (Londen) was op 20 november 1912 geopend. In Willesden werden Anzani vliegtuigmotoren in licentie geproduceerd door de Coventry Ordnance Works en door de grootste aandeelhouder, General Aviation Contractors, verkocht. General Aviation Contractors was in 1911 opgericht om vliegtuigen en reservedelen voor de opkomende Britse luchtvaartindustrie te leveren.

### Vliegtuigmotoren
Veel van de British Anzani-motoren, met name de V-twins, werden zowel als inbouwmotor voor motorfietsen en vliegtuigen verkocht. In een vliegtuig waren ze dan ondersteboven gemonteerd, om het zicht voor de piloot vrij te houden. British Anzani was een zelfstandig bedrijf, dat geleid werd door "vliegeniers": Dominic L. Santoni, voormalig directeur van British Deperdussin, Lt. J.C. Porte, piloot en marineofficier, die ook connecties met het Amerikaanse bedrijf Curtiss had en bovendien ook in de directie van British Deperdussin had gezeten, piloot W.R. Prentice, Captain J.C. Halahan (Royal Dublin Fuseliers en R.A.F.) en Claude Schofield, die het bedrijf echter al in 1913 verliet. In december 1916 werden de accountant Richard Simpkin en de Belgische motorcoureur en constructeur Hubert Hagens aan de staf toegevoegd. Hagens zou een grote rol binnen het bedrijf spelen als ontwerper van motoren. In 1917 werd Gustave "Mac" Maclure, voormalig bedrijfsleider van de autodivisie van Rolls-Royce, in dienst genomen. Hij zou de leiding krijgen over de productie van de vijf- en tiencilinder stermotoren, maar ontwikkelde ook de succesvolle 11,9 pk zijklep- automotor. Directeur-generaal A.M. Ramsay had contacten met de gebroeders Caudron, vliegtuigbouwers en tijdens de Eerste Wereldoorlog de belangrijkste klanten van British Anzani. Van 1914 tot 1924 was Ramsay zelfs voorzitter van de raad van bestuur van Caudron. In 1919 nam Ramsey ontslag bij British Anzani en ging het bedrijf als besloten vennootschap verder onder leiding van Hagens en Simpkin. De productieaantallen van vliegtuigmotoren waren ondanks het uiteenlopende aanbod klein. British Anzani leverde de driecilinder "Y" radiaalmotor in vermogens van 5 tot 30 pk, de zescilinder stermotor (dubbele driecilinder) in 40 en 45 pk, een 50- en 60 pk stermotor, een 70- tot 75 pk tiencilinder (dubbele vijfcilinder) stermotor, en een 100 pk tiencilinder. Daarnaast de 120° radiaalmotor die een opgewaardeerde en opgeboorde versie was van de door Blériot gebruikte motor. Desondanks leverde British Anzani tijdens de Eerste Wereldoorlog slechts 125 motoren af aan de gebroeders Caudron voor hun Caudron G3 and G4 lesvliegtuigen.

#### Eerste Wereldoorlog
Tijdens de Eerste Wereldoorlog leverde Anzani motoren aan de gebroeders Caudron. Alle British Anzani motoren hadden indertijd nog snuffel-inlaatkleppen en uitlaatkleppen met stoterstangen. Tijdens de oorlog werden er slechts weinig innovaties toegepast, maar het geld van Caudron was voldoende om gestuurde inlaatkleppen te ontwikkelen. Ook werd er geëxperimenteerd met waterkoeling, maar de betrouwbaarheid bleef een probleem. Tegen het einde van de oorlog werden de Britse defensie-uitgaven steeds meer verdeeld onder de grotere bedrijven. Caudron stopte in 1919 al met de productie van vliegtuigen. Ook voor British Anzani kwam op die manier "de klad erin". In 1918 had het bedrijf zijn pogingen om militaire vliegtuigmotoren te mogen leveren al opgegeven, maar men deed nog wel ontwikkelingswerk voor het Britse leger en leverde nog onderdelen aan de Amerikaanse vliegtuigbouwer Curtiss. Na de oorlog werden nog pogingen ondernomen om vliegtuigmotoren te leveren, maar het bedrijf hield zich vooral in leven met de revisie en reparatie van vliegtuigmotoren.

### 57° V-twin
Hubert Hagens was kort na de oorlog begonnen met de ontwikkeling van een nieuwe 1100cc 57° V-twin, die zowel in vliegtuigen, lichte auto's als motorfietsen gebruikt kon worden. Hagens had de motor gebaseerd op een 500cc eencilinder die door de Franse vestiging was opgestuurd. Deze motor zou in de komende jaren, met verschillende cilinderinhouden en soms gewijzigde cilinderkoppen, een grote rol gaan spelen voor Anzani. Hij werd bekend als de "8-valver", omdat er voor elke cilinder twee in- en twee uitlaatkleppen waren gebruikt. In 1922 reed Douglas Hawkes met een Morgan met deze motor twee wereldrecords: op de vijf mijl met vliegende start 137,02 km/h en op de tien mijl met staande start 131,48 km/h. Deze motor zou later ook in de Flying Flea vliegtuigen gebruikt worden, maar ook in de Montgomery motorfietsen en de British Anzani cyclecars. Er kwamen ook lucht- en vloeistofgekoelde versies met slechts één in- en uitlaatklep per cilinder. Hagens ontwikkelde voor zijn vriend en collega Claude Temple een recordversie voor motorfietsen. Dit was waarschijnlijk uiteindelijk de Montgomery 1325 cc racemotor, hoewel Temple ook nauw betrokken was bij de Osborn Engineering Co., waar ook motorfietsen met Anzani-motoren werden geproduceerd. De V-twin was al snel populair bij vliegtuigfabrikanten en werd toegepast in de ANEC I en ANEC II, de Mignet HM 14, Hawker Cygnet en de Bristol Prier-Dickson. In 1938 kocht Luton het ontwerp voor de Luton Minor en Luton Buzzard vliegtuigen, die Flying Fleas genoemd werden en ook als bouwpakket geleverd werden. Luton modificeerde de motor zelf door een iets grotere boring en dubbele ontsteking toe te passen. Deze motoren werden door Luton verkocht als Luton-Anzani. Tijdens de Tweede Wereldoorlog stopte Luton met de productie.

#### Montgomery 1325 cc racemotor
In 1924 was Hubert Hagens al bezig een nieuwe motor te ontwikkelen voor het fabrieksteam van het Britse merk Montgomery. Deze fabriek had enkele pogingen gedaan met snelle JAP-blokken de TT van Man te winnen, vaak in samenwerking met George Brough, de eigenaar van het merk Brough Superior, maar zag uiteindelijk meer in de wedstrijden op de supersnelle baan van Brooklands. Hier gold alleen topsnelheid, en daarom ontwikkelde Hagens voor dit merk een 1325cc 57° V-twin. Deze motor had dubbele bovenliggende nokkenassen die door koningsassen werden aangedreven. Claude Temple, een persoonlijke vriend van Hagens, verbrak met deze motor, ingebouwd in een Montgomery rijwielgedeelte, het wereldrecord over de kilometer met vliegende start. Zijn hoogste gemiddelde snelheid over twee runs was 174,16 km/h, zijn hoogste snelheid over één run 181,58 km/h. Ook het wereldrecord over vijf mijl werd verbroken. Montgomery voorzag de machine van een zijspan en schreef hem in voor de 200 mijlsrace voor zijspannen op Brooklands. Deze motor had slechts vier kleppen en werd door Anzani ook als vliegtuigmotor op de markt gebracht. Hij werd tot 1930 ondersteboven in vliegtuigen als de Luton Minor en de Mignet Flying Flea gemonteerd.

#### Montgomery 8/38 wegmotor
Ook voor gewone klanten bouwde Montgomery een motorfiets met een op een French Anzani 500cc eencilinder gebaseerde British Anzani achtklepsmotor. Dit motorblok was vanuit de Franse fabriek vlak na de oorlog naar Engeland gestuurd. Hubert Hagens bouwde de motor om tot een V-twin die nog 15 jaar lang toepassing zou vinden in motorfietsen, kleine auto's (o.a. van Morgan) en vliegtuigen. In 1921 was deze motor klaar en pas in 1938 werd de productie ervan gestaakt, hoewel er nog kleine aantallen gemaakt werden voor de Luton vliegtuigen. De Montgomery 8/38 had echter een kleinere cilinderinhoud (996cc), maar wel acht kleppen. De kleppen beschikten over afzonderlijke in- en uitlaatpoorten, waardoor ook dubbele inlaten en uitlaten toegepast werden. Hoewel de cilinderkoppen heel modern waren, waren het carter en het motorblok eerder behoudend. Er was slechtts één nokkenwiel, de in- en uitlaatnokken werden bediend door rollen. Ook het smeersysteem was ouderwets: een Best and Lloyd pomp was met bouten op het distributiehuis van de ontstekingsmagneet gemonteerd. De olie werd van hieruit door het vacuüm in het carter naar de distributiezijde van de krukas gezogen. Het frame was uiteraard van Montgomery zelf. Het was een dubbel wiegframe met motorplaten waarmee het blok bevestigd was. Anzani-constructeur Hagens had ze zo geconstrueerd dat ze ook in samenwerking met een JAP motor konden worden gebruikt.

#### Andere motorfietsmerken
De Anzani-motoren werden door veel merken ingebouwd. Daaronder waren AJW, DOT in Manchester, Croft (ook bekend als Croft-Anzani), Nassovia, Krammer, McEvoy, Neva, Montgomery, Trump en de OEC-merken OEC, Atlanta-Duo en Temple. De massaproductie van inbouwmotoren voor motorfietsen eindigde in 1930, maar in 1953 werden de toen nieuw ontwikkelde tweetaktmotoren als motorfietsmotor aan verschillende bedrijven geleverd.

### Inbouwmotoren voor auto's
De Anzani 11,9 pk viercilinder kwam op een vreemde manier tot stand. Een onbekende benaderde Gustave Maclure met het verhaal dat hij een motor nodig had voor een auto die hij wilde ontwikkelen. Het motortype en een prijs werden afgesproken en Maclure ontwikkelde deze motor. Later zei hij over deze motor: The side-valve Anzani was the product of everything I learnt at Rolls Royce, especially from Royce. You could say it was a Rolls Royce design. Het was een lichte, sterke, betrouwbare motor die ook nog opgevoerd kon worden. Jammer genoeg bleek de "klant" later geen bedrijf, geen auto en geen geld te hebben. Gelukkig vond Maclure een andere klant in het bedrijf AC Cars. Dit bedrijf van John Weller en John Portwine had al in 1918 besloten de Franse Fivet motor te vervangen en was daarvoor zelf begonnen een 1500cc zescilinder te ontwikkelen. De ontwikkelingstijd en de kosten liepen uit de hand, men zocht een tussentijdse oplossing en bestelde in 1919 2.000 British Anzani viercilinders. In ruil voor deze deal kreeg AC Cars 2.000 Anzani-aandelen. Weller en zijn mede directeur Selwyn Francis Edge namen plaats in de raad van bestuur van British Anzani. Er volgden meer klanten, zoals Captain Donald Marendaz, die ooit scooters onder de naam Marseel produceerde, maar ook de Marendaz Special sportwagen, en autofabrikant Crouch in Coventry, Deemster, de voorloper van Frazer Nash, Whitlock in Cricklewood, F.W. Bond en Lea Francis.

#### Plus-Power Engine Company
Maclure en Simpkin verlieten British Anzani in 1923 om onder de naam Plus-Power Engine Company een eigen motor te ontwikkelen, die binnen één jaar al klaar was. Dat kwam doordat het gewoon een sportievere versie van de British Anzani 1500cc vierlcilinder was. Deze motor werd door Frazer Nash toegepast. Toen de grotere merken Austin en Morris echter massaproductie gingen toepassen werden de dure merken die de motoren van Maclure inbouwden té duur en binnen het jaar ging de Plus-Power Enginge Company failliet. Frazer Nash betrok hierna zijn motoren weer van British Anzani.

#### Cubitt Car Company
In januari 1925 besloot Swelwyn Edge, directeur van AC Cars, dat hij zelf motoren zou gaan produceren. Dit liet hij doen bij de Cubitt Car Company, en hij zei meteen zijn contract met British Anzani voor de levering van 30 motoren per maand op. Edge liet een team van ingenieurs de British Anzani motor strippen en mallen maken om het binnenwerk te kopiëren. Het uiterlijk van de motor liet hij wijzigen om niet meteen door de mand te vallen. Tot overmaat van ramp trok de directeur van Cubitt Gustave Maclure aan om de fouten uit de constructie te halen. Maclure, berooid als hij was na het Plus-Power avontuur, werkte op die manier mee aan het plagiaat op zijn eigen ontwerp. De motor zou twee jaar lang geproduceerd worden.

## British Vulpine Engine Company
British Anzani stond onder curatele tot november 1925. Charles Fox nam het bedrijf over en noemde het “British Vulpine Engine Company”. Hij zette in op een programma van expansie. Gustave Maclure werd teruggehaald als bedrijfsleider. Het duurde echter niet lang, al in juli 1926 werd het bedrijf ontbonden. Een groot probleem ontstond toen autofabrikant Morgan verschillende motorleveranciers tegen elkaar uit ging spelen als het ging om de aanschaf van nieuwe motoren. Men ging daardoor steeds goedkoper produceren, waardoor de kwaliteit achteruit ging. Morgan ontdekte een fout in de Anzani/Vulpine uitlaatkleppen, waarna Fox vervangende kleppen leverde. Morgan wilde echter meer, Fox weigerde en Morgan zei de hele order af. Nadat Fox een proces tegen Morgan wegens contractbreuk verloor was British Vulpine failliet. Toch werkte Maclure er nog tot in 1927, toen hij naar Riley vertrok.

## British Anzani Engineering Company
Door het faillissement van de British Vulpine Engine Company moest ook Archibald Frazer Nash op zoek naar een nieuwe motorleverancier. In 1926 liep hij per toeval Eric Burt tegen het lijf tijdens een autorace waaraan Burt met een Aston Martin-Anzani deel nam. Frazer Nash nodigde Burt uit een kijkje in zijn fabriek te komen nemen, maar kwam er al snel achter dat hij een zoon van de puissant rijke eigenaar van het bouwbedrijf Mowlem was. Eric en zijn broer werden door Frazer Nash overgehaald hun geld in de British Vulpine fabriek te steken, die daardoor “British Anzani Engineering Company” ging heten. De directie bestond uit Eric Burt, Archie Frazer Nash en R.G.H. Plunkett-Greene, de financier van A.F.N. (Archibald Frazer Nash Ltd.). British Anzani maakte nu deel uit van A.F.N. Het nieuwe bedrijf startte op 18 februari 1927 en was nog steeds in Scrubbs Lane gevestigd, maar verhuisde al snel naar Kingston-on-Thames. De toekomst van het bedrijf werd verder zeker gesteld doordat Morgan als klant terugkeerde en nieuwe motoren voor zijn driewielers bestelde. Uiteraard nam Frazer Nash ook de British Anzani motoren af. Het uitbreidingsprogramma dat door de ongelukkige directeur Fox was opgesteld werd uitgevoerd en er werden verschillende innovaties aan de motoren gedaan. De 1500cc 11,9 pk motor werd aangepast voor gebruik als scheepsmotor maar werd ook nog steeds verkocht als inbouwmotor voor auto’s. Gustave Maclure werkte nu binnen enkele jaren voor de derde keer voor British Anzani en ontwierp zijn derde motor. Deze had nu hemisferische verbrandingskamers en een kettingaangedreven bovenliggende nokkenas. De motor werd geleverd in verschillende vermogens, van 38- tot 47 pk, en de speciale “HE” (High Efficiency) versie leverde zelfs 52 pk. Frazer Nash fabrieks-raceauto’s werden uitgerust met Cozette superchargers, waardoor ze zelfs 85 pk op benzine en 90 pk op alcohol haalden.

### Betonmolens en drilboren
In 1929 trad Archie Frazer Nash om gezondheidsredenen tijdelijk terug. De nieuwe directeur H.J. Aldington besloot meteen enkele grote veranderingen aan te brengen. Vanaf dat moment werden de Anzani motoren in de Frazer Nash auto’s vervangen door de populaire 1500cc Meadows 4 ED zijklepmotor. Ook besloot hij British Anzani geen onderdeel van Frazer Nash te maken, waardoor Anzani min of meer stuurloos werd. De situatie was extra vreemd omdat Anzani en Frazer Nash gezamenlijke magazijnen en tekenkamers gebruikten. Anzani was met AFN zijn grootse klant kwijt, en bovendien werden vanaf 1929 (en de beurskrach van 1929) door de overlevende auto- en motormerken motoren veelal in eigen beheer gebouwd. Eric Burt hield het bedrijf in leven door het opdrachten van zijn bouwbedrijf Mowlems te geven: British Anzani ging betonmolens en drilboren produceren. Een volgende klap was de aankondiging van Aldington dat het bedrijf opnieuw moest verhuizen, ditmaal naar Isleworth in Middlesex. Toen Archie Frazer Nash in 1931 het ziekenhuis mocht verlaten, besloot hij met pensioen te gaan. Zijn financier Plunkett-Greene had dat ook al gedaan, dus Aldington leidde het bedrijf, samen met T.D. Ross, die was overgekomen van Austin.

### R1 DOHC Twin Cam
Juist op het moment dat er weinig behoefte was aan inbouwmotoren bij autofabrikanten, besloot T.D. Ross tot de ontwikkeling van een race-motor die in teruggetunede versie aan sportautofabrikanten verkocht moest gaan worden. Dit werd de R1 (Ross 1). De motor was met zijn 100 pk bijzonder sterk dankzij zijn dubbele bovenliggende nokkenassen en dubbele Solex carburateurs. Het binnenwerk van de motor was echter gebaseerd op de Austin-motoren waar Ross aan had gewerkt. De motor was vrijwel onverkoopbaar, tot Ross de jonge constructeur Adrian Squire tegen kwam. Nadat de afspraak was gemaakt dat de “Squire” merknaam in de kleppendeksels gegoten zou worden, werd een contract afgesloten. De motor werd zelfs in een “geblazen” versie geproduceerd. De Squire auto’s waren gebouwd met de beste materialen en stonden model voor de Britse sportauto’s uit de jaren dertig, maar waren bijzonder exclusief en duur en voor zover bekend werden er slechts 7 gebouwd. Het merk bestond ook maar 2 jaar: 1935 en 1936. Aan de R1 motor kan British Anzani dus niets verdiend hebben.

### R2 V-twin
Een heel andere motor was de tweede die Ross ontwierp: hij lapte het oude V-twin blok op om een order voor 500 tractormotoren van de Bristol Tractor Company binnen te halen. Later werd de order uitgebreid met nog eens 1.000 stuks. Daarna volgde nog een order van de uitvinder van het Britse Holiday Camp, Billy Butlin. Die gebruikte de V-twin in zijn botsbootjes.
Hoewel het op dat moment beter ging met de motoren die Ross had bedacht, kreeg hij een flinke ruzie met Eric Burt, waarna Ross British Anzani de rug toe keerde.  In 1934 werd AFN directeur Aldington ook directeur van British Anzani nadat hij een groot deel van de aandelen gekocht had. Hij gaf meteen opdracht een geblazen raceversie van de 1500cc-motor te ontwikkelen. In 1936 kocht Aldington Eric Burt helemaal uit en bracht British Anzani weer terug onder de vleugels van AFN, met de opdracht ontwikkelingswerk voor Frazer Nash te doen, motoren te reviseren en reservedelen voor de eerder geleverde motoren te maken.

### Charles Henry Harrison
In die tijd was Frazer Nash ook bezig banden met BMW aan te knopen, waardoor British Anzani weer minder werk kreeg. Waarschijnlijk waren er rond die tijd nog slechts ca. 25 werknemers in dienst. In de beginjaren, toen het bedrijf nog in Willesden gevestigd was, waren dat er rond de 100 geweest. In de directie zat inmiddels een man die in de komende 30 jaar een grote invloed op het bedrijf zou uitoefenen: Charles Henry Harrison. Bij British Anzani werd hij chef-ontwerper en bestuursvoorzitter. Hij was voormalig werktuigbouwkundig ingenieur bij JAP, voormalig technisch directeur van de British Motor Boat Manifacturing Co en voorzitter van de British Outboard Racing Club. Daarnaast was hij een succesvol motorfiets- en speedbootcoureur, die zelfs zijn eigen meer (Bedfont Lake) bezat. BMBM produceerde ook kermisattracties (botsautos en draaimolens), en die productie bracht Harrison over naar British Anzani.

### Buitenboordmotoren
Onder Harrison werden al snel nieuwe producten ontwikkeld. Toen de Tweede Wereldoorlog uitbarstte werd een stationaire motor ontwikkeld, die ook gebruikt werd om landingsvaartuigen aan te drijven. Bovendien werden contracten afgesloten met de Britse marine en het Air Ministry. Ook werd de Super Single buitenboordmotor ontwikkeld, waarvan vanaf 1940 40 tot 50 exemplaren per maand aan de Britse marine geleverd werden. Deze motor werd na de oorlog ook in de normale handel gebracht en bleef in productie tot in de late jaren zeventig. British Anzani ging buitenboordmotoren van ½- tot 40 pk produceren en dit werd al snel de hoofdactiviteit van het bedrijf. In 1951 werd de Unitwin buitenboordmotor op de markt gebracht, waarbij Charles Henry Harrison een groot aandeel in de ontwikkeling had gehad. De productie van buitenboordmotoren werd de hoofdactiviteit van British Anzani en er werden veel types geproduceerd:

#### Modellen
- de Super Single (van 1942 tot 1979), een 158cc 5 pk motor voor algemene toepassingen
- de Dinghy Motor (1952), een 4 pk binnenboord versie van de Super Single
- de Minor (van 1955 tot 1979), een ½ pk sloepmotortje voor algemene toepassingen
- de Jet, een 60cc 3 pk model met een fiberglas kap en "guarded drive" bescherming voor zwemmers.
- de Sports Twin (in 1950 en 1951), een 316cc 14 pk motor
- de Unitwin (van 1951 tot 1967), de eerder besproken 242- en 322cc tweecilinder buitenboordmotoren die ook als racemotor leverbaar was en ook als motorfiets-inbouwmotor werd verkocht.
- de Pilot, een 60cc 2½ pk motortje voor algemene toepassingen
- de Seamaid, een 60cc 3 pk motor met een fiberglas afdekkap
- de Magnatwin (van 1958 tot 1960), een 344cc tweecilinder met startmotor en afstandsbediening
- de Startwin (1960), feitelijk een omgedoopte Magnatwin, een 344cc tweecilinder met startmotor
- de Supertwin 15, een 322cc 15 pk model met gestroomlijnde fiberglas afdekkap, feitelijk een gemoderniseerde Unitwin
- de Fleetwin 20, een 344cc 20 pk model
- de Triton (1960), een 492cc driecilinder met 30 pk

#### Oliver/Perkins motoren
In 1959 had het Britse bedrijf Perkins met de Amerikaanse Firma Oliver een contract afgesloten om hun buitenboordmotoren in licentie in Groot-Brittannië te produceren. Hiermee werden de hoge invoerrechten op Amerikaanse producten omzeild. Door de matige betrouwbaarheid van de Britse motoren verkocht Perkins de productierechten aan het Roots-concern (bestaande uit de automerken Sunbeam, Humber en Hillman). De buitenboordmotoren werden onder de naam "Roots" verkocht door autodealers en onderhouden door automonteurs, waardoor ook dit geen succes werd. In 1964 nam British Anzani de productierechten, onderdelen en machines over, maar kreeg de betrouwbaarheidsproblemen niet onder de knie, waardoor de productie in 1967 weer werd beëindigd. De modellen werden verkocht onder de namen:
- Model 65 (van 1964 tot 1967)
- Model 180 (van 1964 tot 1967) met 18 pk
- Model 400 (van 1964 tot 1967) met 40 pk.

#### "Harrisons"
Toen British Anzani de productie van buitenboordmotoren in 1967 beëindigde, kochten Millie en Kay Harrison namens hun bedrijf Birmingham Metal Products in Birmingham (Ohio) de resterende onderdelen, assembleerden daarvan zelf buitenboordmotoren en verkochten de motoren als "Harrisons".

#### Sportieve successen
In 1950 voer Charles Henry Harrison met een ¾ pk Anzani buitenboordmotor, gemonteerd op een opvouwbare kano, over het Kanaal met "a shillings worth" (een kwart Pond) aan benzine. In 1951 deed hij hetzelfde met een 4 pk motor tussen twee pontons, waardoor een geïmproviseerde catamaran ontstond. Alan Darby vestigde in 1954 in Oulton Broad een buitenboord wereldrecord met een 15 pk Anzani Unitwin motor. Tijdens de Class B National Outboard Championships in hetzelfde jaar bezetten Anzani buitenboordmotoren de eerste drie plaatsen. De Unitwin motor werd in de Verenigde Staten geïmporteerd door de bekende racer Bill Tenney van de Aeromarine Co. in Crystal Bay, Minnesota. Hij won er vele races mee, maar droeg met zijn expertise ook bij aan de verdere ontwikkeling van de motor.

### Clip-on motoren
In 1939 begon men met de ontwikkeling en productie van clip-on motoren voor fietsen. Deze 61cc tweetaktmotor werd vooral na de oorlog, toen goedkoop vervoer hard nodig was, populair. De motor dreef het achterwiel met een aandrijfrol aan.

### Landbouwwerktuigen
Tijdens de Tweede Wereldoorlog groeide de vraag naar landbouwwerktuigen om de behoefte aan voedselproducten op te vangen. British Anzani ontwikkelde de "Iron Horse", een tweewielige tractor die in 1940 geïntroduceerd werd. De 6 pk viertaktmotor werd als Anzani/JAP geadverteerd en moet dus in samenwerking met JAP ontwikkeld zijn. Deze Iron Horse had een centrifugaalkoppeling, drie versnellingen vooruit en één achteruit en een verstelbare spoorbreedte, enkele sets stalen wielen en opzetvelgen. Ook kon de machine met luchtbanden en zelfs rupsbanden geleverd worden. Als extra kon een "ride-on carriage" worden besteld. Dit was een soort sulky, die achter de tractor werd gemonteerd en waardoor de bestuurder een zitplaats had. In deze configuratie kon de machine bijna als een normale tractor worden gebruikt, en zelfs een aanhangwagen (tot 1 ton) trekken. Voor deze tweewieltractoren werd een groot arsenaal aan toebehoren geleverd, zoals maaimachines, ploegen, hakken en eggen. Er was ook een Power take-off waardoor ook andere werktuigen aangekoppeld en aangedreven konden worden. Deze robuuste en goedkope werktuigen werden over de hele wereld verkocht. British Anzani bouwde ook smalspoortrekkers. Voor lichter werk werd ook een 1 pk Anzani-Jap gemotoriseerde cultivator met twee wielen geproduceerd. In 1956 werd de productie van landbouwwerktuigen beëindigd.

### Tweetakt-inbouwmotoren
In 1951 ontwikkelde het bedrijf de Unitwin buitenboordmotor. Dit was een tweecilinder tweetaktmotor die in versies van 242- en 322cc geleverd werd. Deze motoren waren verticaal deelbaar en hadden een roterende inlaat. In 1953 werden op basis van deze motor ook inbouwmotoren voor motorfietsen ontwikkeld, die werden toegepast door Norman (242cc van 1954 tot 1958), Cotton (242- en 322cc in de Cotanza-modellen van 1955 tot 1960), Greeves (242- en 322cc in de Fleetwing en Fleetmaster modellen) en Tandon (242cc Twin Supreme en 322cc Viscount in 1954 en 1955 en de 242cc-versie in 1955 ook in de Tandon Scrambler enduromotor). De Anzani tweetakten werden ook in kleine auto's gebouwd, zoals de Berkeley Sports uit 1956, de Fairthorpe Atom, de Peel Manxcar uit 1955 en de Powerdrive, die geproduceerd werd in Wood Green.

### Dwergauto's
Toen de vraag naar de Anzani-inbouwmotoren halverwege de jaren vijftig begon af te nemen, ging het bedrijf dwergauto's produceren. Het eerste model was de Astra, die oorspronkelijk door JARC Motors ontwikkeld was en verkocht werd als de "Little Horse". Dit was een kleine bestelwagen met slechts één zitplaats. JARC Motors had niet genoeg geld om de auto in productie te houden en verkocht het model aan British Anzani, dat er de 322 cc motorfietsmotor in monteerde. De bestelwagen heette voortaan Astra Utility. De auto had een onafhankelijke wielophanging dankzij pendelassen, hydraulische remmen en - in tegenstelling tot de oorspronkelijke uitvoering - twee zitplaatsen. De verkoop van deze auto's verliep niet succesvol en al snel werd het model weer doorverkocht, dit keer aan Gill Cars in Paddington. Gill bouwde op het chassis nog twee modellen, een tweezits coupé (de Getabout) en een sedan. In 1959 of 1960 werd de productie ook bij Gill Cars beëindigd.

### Grasmaaiers
Aan het eind van de jaren vijftig begon British Anzani met de productie van professionele, gemotoriseerde grasmaaiers. De productie liep door tot het einde van de jaren zestig, inmiddels in een nieuwe fabriek in Aylesford. Sommige modellen hadden een Power take-off waardoor ook andere mechanische gereedschappen konden worden aangedreven, zoals kettingzagen, heggenscharen, houtzagen, snoeischaren en een rotende grasmaaier. Uiteindelijk werden ook elektrische grasmaaiers geproduceerd.

## British Anzani Group
In 1961 had British Anzani de Maidstone Sack & Metal Company gekocht. Dit bedrijf kocht British Anzani echter weer uit en noemde zichzelf daarna de British Anzani Group. Men handelde in oude metalen en papier en delfstoffen, maar hield zich ook bezig met civiele techniek, aanbestedingen, projectontwikkeling en magazijnopslag. Het bedrijf had ooit 200 mensen in dienst, maar ging snel bergafwaarts en in 1973 werd het overgenomen door Boxley Engineering in Maidstone. Daar werden nog de Pilot en Super Single buitenboordmotoren geproduceerd tot 1979. De British Anzani groep ging in 1980 failliet.